# Josef Fuchs
Josef „Sepp” Fuchs (ur. 24 lipca 1948 w Unterbergu) – szwajcarski kolarz torowy i szosowy, brązowy medalista szosowych mistrzostw świata oraz wicemistrz świata w kolarstwie torowym.

## Kariera
Pierwszy sukces w karierze Josef Fuchs osiągnął w 1969 roku, kiedy wspólnie z Xaverem Kurmannem, Bruno Hubschmidem i Walterem Bürkim zdobył brązowy medal w drużynowej jeździe na czas podczas szosowych mistrzostw świata w Brnie. Dwa lata później Szwajcar wystartował na torowych mistrzostwach świata w Varese, gdzie zdobył srebrny medal w indywidualnym wyścigu na dochodzenie amatorów, ulegając jedynie Kolumbijczykowi Martínowi Emilio Rodríguezowi. Wielokrotnie zdobywał medale mistrzostw kraju, zarówno w kolarstwie torowym, jak i szosowym, nigdy jednak nie wystąpił na igrzyskach olimpijskich. W wyścigach szosowych jego największe sukcesy to zwycięstwa w Giro del Mendrisiotto (1971), Giro di Toscana (1972), Liège-Bastogne-Liège (1981) i Gran Premio di Lugano (1981). Ponadto w 1975 roku był ósmy w klasyfikacji generalnej Tour de France, w 1976 roku był ósmy w Vuelta a España, a w 1981 roku zajął piąte miejsce w Giro d’Italia.